# 可植入式隐形眼镜
可植入式隐形眼镜（ICL，Implantable Collamer Lens or Implantable Contact Lens）是一种胶原聚合物材料制成软弹性凝胶镜片，由胶原蛋白和聚合物的联合命名。
ICL手术可以替代LASIK和PRK，在屈光手术中永久性纠正近视。它备受欢迎的原因在于手术不切除眼角膜组织，并且能够提供清晰视力，是种先進的近视眼矫正方案。
ICL手术是一种由眼科医生将ICL永久性地植入眼内的視力矯正。其手术简便安全，术后视力效果与隐形眼镜相似，但并不需要像隐形眼镜那样进行日常的护理和保养。因此，对大多数近视眼患者来说，ICL让他们永久脫离了框架眼镜以及隐形眼镜的烦恼。

## 历史
1953年，意大利医生Benedetto Strampelli首次成功地在眼前房植入了人工晶体来纠正近视眼。第一个人工晶体是源于帝国化工公司的聚甲基丙烯酸甲酯，由英格兰东苏塞克斯的雷纳公司（Rayner）生产。1959年，Barracher Joachin医生报告了239例在眼前房植入了人工晶体来纠正近视眼的结果。然而，此前房型人工晶体临床试验的并发症包括角膜内皮细胞的缓慢流失，虹膜收缩以及周边前房粘连和瞳孔成椭圆形等，如果植入后出现此类并发症，该人工晶体则需要移出。到了1980年，许多以聚甲基丙烯酸甲酯为材料的前房型人工晶体因其过高的并发症率逐渐被市场所淡化。随之由可折叠型模型乃至相关的设计包括Domilens公司的ZB, ZB5M以及博士伦的NuVita MA 20所替代。后房型可折叠型的模型允许通过一个小切口插入人工晶体，这在手术上降低了散光的可能性。从理论上来说，这个位置将减少晕和眩光的概率，瞳孔的边界范围将覆盖光区线。1986年，费奥多罗夫在“领按钮”或“蘑菇”配置中设计了第一个后房型有晶体眼人工晶体，并将其从硅胶中制造出来。然而使用最广的后房型有晶体眼人工晶体则是由STAAR Surgical公司生产制造—Visian ICL V4。Staar后房型有晶体眼人工晶体在2005年获得美国食品和药物管理局（FDA）的批准先因可植入式隐形眼镜出名，目前在全球有300000 ICL被使用。

## 与LASIK （准分子激光手术）的区别
另一种屈光手术为LASIK（准分子激光手术），以通过改变角膜的屈光力来提高视力。LASIK手术和ICL的区别就在于在手术中眼角膜部分。LASIK是在眼角膜（Cornea）上进行手术，而ICL是在保持角膜结构的情况下，在眼后房插入晶状体。如果视力在以后随着年龄的增长有所变化，那么ICL可以取出或者是替换，而LASIK手术则不能恢复切除的角膜组织。治疗高度近视，ICL植入是最常做的手术方式。手术是在局部麻醉的情况下进行的，整个手术过程患者保持清醒状态。ICL优越性在于其采用独特材料胶原聚合物，它能够灵活地将被绕成卷并推注到ICL专用注射器的尖端，然后通过一个很小的切口（2.2毫米）植入到眼后房。这个过程通常不超过十分钟。手术后，患者能够立刻恢复视力，通常完全康复的时间为1-2天。
因为，ICL晶体植入术的手术原理，是将是一种柔软的人工晶体，安放在人眼晶体附近的安全区，无需去除或破坏角膜组织。因此如果患者对矫正后结果不满意，可以将晶体取出，它是可逆的。而激光手术是切削角膜组织，角膜不可再生，所以是不可逆的。ICL晶体植入术比传统的激光治疗更安全。

## 可植入晶状体的设计及材料
ICL是由具有高度生物相容性材料制成的，是一种后房型人工晶体。ICL设计有明显的踏板，叫做触角（Haptics），是用于固定晶状体在后房角处，并减少ICL与眼内晶状体的接触。ICL是由特有的亲水胶原蛋白（< 0.1%）羟乙基甲基丙烯酸羟乙酯（HEMA）简称为胶原聚合物的柔性材料制成。该材料的最大的特点是能在ICL表面自然沉积一层纤连蛋白，而纤连蛋白又能抑制蛋白水溶液的整合，使ICL豁免于眼内的免疫系统。Visian ICL V4是一个宽为7.5到8.0毫米，长度为4毫米的矩形单晶体。而在近视的ICL植入者中，晶体的直径在4.65 - 5.5毫米之间，因此Visian ICL V4的开发解决了拱顶的问题。一个更高的拱顶能够为在ICL和晶状体之间提供更大的空间，以防止两个ICL和自然晶体之间的接触，也考虑到眼内房水的自然循环。现在ICL植入的晶体为固定单聚焦晶体，它用于纠正屈光度在200到2000的屈光稳定的成年人。

## 手术方式

### 手术前
ICL需要先在手术显微镜下装载到专用注射器内。

### 手术
在整个外科手术过程中，患者处于清醒状态，手术是在局部麻醉下进行。ICL的特殊柔性材料能使医生灵活地将绕卷的晶状体推注于专用ICL注射器的尖端并通过2.2毫米的切口植入眼内，自然愈合。ICL被推注于眼内后，ICL在眼内自然张开，然后将其推入虹膜后方的后房里。一般ICL植入手术前会做两个激光虹膜周边切除术，目的是防止瞳孔阻滞和术后眼压升高。如由有经验的眼科医生操刀的话，整個手術通常在15分钟內完成。

### 手术后
患者能够马上用眼，通常完全康复的时间为1-2天。

## 适宜人群
- 屈光稳定的成年人。
- 屈光度200到2000。

## 不适人群
- 未成年人。
- 患者荷尔蒙不稳定的人群如孕妇、哺乳期的妇女等，她们屈光度不稳定的可能性更大，因此术前应和医生讨论。
- 如患者自身患有免疫性疾病如红斑狼疮、类风湿关节炎，或免疫缺陷状态如艾滋病和糖尿病等。以及正在服用的一些药物（如：维甲酸和类固醇），那么这些情况都有可能妨碍眼内治疗手术的疗效。
- 眼创伤。如果头部或者眼睛遭到撞击则容易导致眼睛破裂。

## 后遗症
任何医疗手段都有一定风险，ICL的风险是引起初期白内障。只要事前检查患者是否適合進行手术，手术顺利完成後，后遗症的發生几率非常小。而且，手术是可逆的，如果出現後遺症也可以补救。

## 外部連結
- www.visianinfo.com （页面存档备份，存于）
- www.iclcn.com （页面存档备份，存于）